# اوبرد
اوبرد (به فرانسوی: Aubord) یک کمون در فرانسه است که در گار واقع شده‌است. اوبرد ۹٫۴۲ کیلومتر مربع مساحت دارد ۱۴ متر بالاتر از سطح دریا واقع شده‌است.